# 利奧波德·恩格萊納
利奧波德·恩格萊納（英語：Leopold Engleitner，1905年7月23日—2013年4月21日），是一名耶和华见证人，他是当前从布痕瓦爾德（Buchenwald），下哈根集中營（Niederhagen）和拉文斯布吕克集中营生还的最老的人。在他晚年，他经常向大学生讲述在集中营里的经历。2013年4月21日 利奧波德·恩格萊納 在薩爾茨卡默古特地區聖沃爾夫岡逝世。

## 早年
利奧波德·恩格萊納于1905年7月23日出生於艾根-福格爾胡布鎮，這個鎮環抱在奧地利的山脈中。他是家中的長子，父亲是鋸木廠工人，母亲是當地一個農場主的女兒。父母很窮，但是工作很賣力。他小時候住在薩爾茨堡附近的巴特伊施爾鎮，周圍湖泊秀麗，峰巒巍峨。
小時候，他常想到生活中種種不平的事，一方面是因為家裏贫困，另一方面因為他先天性脊椎變形，由此造成的背痛使他幾乎無法直立。在學校裏，他不能參加體育活動，結果成了班上同學嘲笑的對象。
第一次大戰結束時，他14歲不到，決定找份工作，擺脱窮日子了。他常常餓得眼冒金星，又因為染上了使幾百萬人喪命的西班牙流行性感冒，以致持續地發高燒，身體很虚弱。他去找工作時，大部分的農場主都説：“你這麽虚弱，能有甚麽工作給你做呢？”但是一位好心的農場主還是雇用了他。

## 接触圣经研究者
雖然他母亲是個虔誠的天主教徒，可他卻很少上教堂，這主要是因為他父亲對宗教的看法很開明。至於他，卻對羅馬天主教會盛行的偶像崇拜不以為然。
1931年10月某天，一個朋友叫他陪他參加聖經研究者（耶和華見證人當時的名稱）舉辦的一個宗教集會。會上，他得到了圣经研究者根据聖經所提供的答案，例如关于偶像崇拜的问题（出埃及記20：4，5），永火地獄的疑问（傳道書9：5）还有死人复活的问题等。（約翰福音5：28，29）
給他印象最深的是，当时的与会者指出，即使人聲稱是為上帝的名而戰，上帝也不會寬容人發動血腥的戰爭。他學到“上帝就是愛”，他有個崇高的名字——耶和華。（約翰一書4：8；詩篇83：18）他了解到通過上帝的王國，人類能永遠快樂地生活在普世的樂園裏，因此十分高兴。他還知道了一個希望，就是有些不完美的人會蒙上帝選召，可以和耶穌一起在天上的王國裏統治。他願意為這個王國獻出一切。於是，1932年5月，他受浸成為一個耶和華見證人。當時奧地利嚴格地奉行天主教，宗教迫害盛行，所以邁出這一步需要很大勇氣。

## 二战前因宗教受到敌视和迫害

### 受人輕視和反對
他離開教會的時候，父母十分震驚，教士也馬上在講道壇上宣布了這個消息。鄰居們會把痰吐在他面前的地上，流露出鄙夷不屑的神情。然而，他还是在1934年1月開始做全时传道工作，也就是耶和华见证人任命的先驅传道员。
納粹黨在他的省內的影響越來越大，政治局勢也變得越來越緊張。在恩斯的施蒂里安谷做先驅的時候，警察跟踪他，所以他不得不小心謹慎行事。1934到1938年間，他經常受到迫害。雖然失業，卻領不到失業救濟金，而且因為傳道活動，還被判了幾次短期徒刑和四次長期徒刑。

## 来自纳粹的迫害

### 德軍佔領奧地利后
1938年3月，希特勒的軍隊入侵奧地利。幾天之內就有逾九萬人（大約全國2%的成年人）因反對納粹政權而被捕入獄，或被送進集中營。 耶和華見證人對將要發生的事已有心理準備。在1937年夏天，他原來的會衆裏有幾個人开車350公里，到布拉格參加國際大會。在那裏，他們已聽説德國的见证人受到殘酷的迫害。
從德軍进入奧地利后，耶和華見證人的聚會和傳道工作被迫轉為地下活動。雖然聖經書刊可以從瑞士邊界偷運過境，但數量有限。因此維也納的耶和华见证人就私下印製書刊。他通常做信使，把資料帶給省內的耶和華見證人。

### 被送到集中營
1939年4月4日，他和三名见证人在巴特伊施爾舉行耶穌受難紀念聚會時，遭到蓋世太保逮捕。他們被帶到林茨的警察總部。在林茨，他遭到系列痛苦的審問，卻沒有放棄信仰。五個月後，他被帶到上奧地利州受审。出乎意料地，當局撤銷了對他的控告。另外的三个人被送往集中營，之后被杀害。
1939年10月5日，他收到通知要被送到德國的布痕瓦爾德集中營。在林茨火車站，有一輛特别列車等着他們這些囚犯，車廂裏盡是一間一間的雙人牢房。和他同囚是上奧地利州的前任州長 —— 海因里希·格萊斯納 博士。
他和格萊斯納博士開始了一段有趣的談話。他對他所處的困境深表關切，並且對於耶和華見證人在他當政時，也曾在本省面對過無數的法律問題感到震驚。他抱歉地對他説：“恩格萊納先生，他沒有辦法改正過去的錯誤，但他真心為此道歉。看來我們的政府做了不公正的事。日後如果你需要任何幫助，我非常樂意盡他所能。”戰後他們再次相遇。他幫助他獲得政府發放給在納粹政權下受迫害的人的退休金。

### “我要開槍打死你”
1939年10月9日，他到達布痕瓦爾德集中營。不久以後，牢房的看守知道新來的囚犯裏有一個耶和華見證人，就開始专门針對他。他經常虐打他。後來他意識到不能使他放棄信仰，就説：“恩格萊納，他要開槍打死你。但這樣做以前，他允許你寫封短信跟父母告别。”他想了一些安慰的話寫給父母，但每次剛要動筆，那個看守就撞他的右肘，結果他的字體寫得亂七八糟。他嘲笑説：“真是白痴！寫兩行字都寫不好。還學人家讀聖經呢！”
然後，看守拔出手槍，頂着他的頭，讓他相信他要扣扳機了，就像他開頭提到的那樣。接着他强迫他走到一間很小很擠的牢房裏，他只好在那裏站了一整夜，反正他全身疼痛，睡也睡不着。同囚的人給他的“安慰”只有一句：“為了甚麽愚蠢的宗教而死真是不值得！”格萊斯納博士被囚在隔壁的牢房裏。他聽説了發生的事後，感慨道：“基督徒又要面對殘酷的迫害了！”
1940年夏天，囚犯都接到命令要在星期日到採石場報到，雖然通常星期天休息。這是對一些囚犯的“不良行為”作出的懲罰。他們受命將大石塊從採石場運到營裏。有兩個犯人把一塊巨大的石頭用力放在他背上，他差點被壓垮。營裏的主管 阿瑟·利度 看見了就害怕，出乎意料地跑來解救他。他看到他背着石頭時痛苦不堪的樣子，就對他説：“你沒法把這塊石頭背回營裏的！馬上放下！”他欣然從命。然後利度指着一塊小得多的石頭説：“把這塊拿起來，背回營裏。這塊會好背一點！”接着他向他們的監工發令説：“讓聖經研究者回營裏去。他們今天的工作已經做得够多了！”
每天工作結束後，他都很高興能跟其他见证人聯絡。一位见证人會把一節經文寫在小紙條上，然後傳給其他人。他們還偷運了一本聖經進營來，並把它按經卷分拆開來。有三個月的時間，約伯記歸他保管，他把它藏在襪子裏。約伯記的記載幫助了他保持堅定。
最後，在1941年3月7日，他和其他人一起被轉送到下哈根集中營。他的處境每況愈下。一天，他和兩個弟兄受命將工具打包放到箱子裏。之後，他們隨着另一批囚犯被押回營房。一個黨衛軍發現他落到後面，就大為光火，一聲不吭從後面粗暴地踢他。他痛徹心脾，傷得不輕，但第二天還是要去上工。

## 意外獲釋
1943年4月，下哈根集中營最終騰空了。 之後，他轉到了拉文斯布呂克的死亡之營。然後，1943年6月，他意外地得到機會，從集中營裏放了出來。這一次獲釋不用以放棄信仰為條件，他只要同意終身在農場服勞役就行了。他到集中營的醫生那裏去做最後的體檢。醫生見到他時大聲驚呼：“甚麽？你還是耶和華見證人！”“沒錯，醫生。”他回答道。“這樣的話，他看不出為甚麽他們要放了你。但反過來説，能擺脱你這種可憐兮兮的人還真是一種解脱。”
他的健康狀況非常糟糕。部分皮膚已經被虱子咬了好幾個包，耳朵全被打聾；全身潰爛，疼痛難忍。經過46個月一無所有、忍飢受餓和强制勞役的生活，他的體重只有28公斤。他在1943年7月15日從拉文斯布呂克集中營獲釋。
無人押送，一路坐火車回到故鄉，然後向林茨的蓋世太保總部報到。蓋世太保軍官發給他證明釋放的文件，但警告他説：“如果你以為他們放了你，你就可以繼續從事地下活動，那你就大錯特錯了！要是他們抓到你傳道，你就求上帝保佑吧！”
他很快就接到任務，到一個山區的農場工作。農場主是他兒時的好友，他甚至付了他一點薪水，雖然他根本不用這麽做！戰前，這位朋友曾讓他藏了一些聖經書刊在他的房子裏，他很高興現在能憑着這一點存下來的書刊獲得屬靈的力量。既然需要的東西都得到了滿足，他決定在這個農場待到戰爭結束。

### 藏身山區
1943年8月中，他接到命令，要到一個軍醫那兒報到體檢。起初，他説他不適於軍事服務，因為他的背不好。可是一週後，這個醫生改變初衷，在報告上寫道：“適於在前線提供軍事服務。”軍隊有一段時間找不到他，但1945年4月17日，戰爭結束不久前，他們終於找到了他。他被徵召到前線。
帶着一點吃穿用品和一本聖經，他逃到了附近的山區。起初，他還能在户外睡覺，但後來天氣變壞，下了半米深的雪。他全身都濕透了。他努力走到一棟建在差不多海拔1200米高的山上的小屋。他一邊顫抖着一邊在壁爐裏生了火，得以暖和過來，晾乾衣服。他筋疲力盡，就在壁爐前的長椅上睡着了。不久以後，他突然痛醒了。原來身上着火了。他在地上打滾，滅掉了火焰，但整個後背都燎起了水疱。
他冒着極大的風險，在破曉前偷偷溜回山間的農場，但農場主的妻子非常害怕，把他趕了出來，並告訴他軍隊正在搜捕他，於是他只好回到父母那裏去。起初，父母也猶豫要不要收留他，但最後他們還是讓他睡在乾草棚裏，媽媽幫他料理了傷口。但過了兩天，由於爸媽非常擔心，他決定躲回山區。
1945年5月5日，他看見同盟國的飛機。他知道希特勒的政權被推翻了。

## 战后生活
戰後，生活漸漸恢復正常。起初，他受雇在那位朋友的山間農場幫忙。直到美軍在1946年4月進駐以後，他才從在農場終身服役的强制勞役下解脱出來。
戰爭結束後，巴特伊施爾和周邊地區的耶和华见证人開始經常舉行聚會。他們又開始努力傳道。他得到了一份工作，晚上在工廠看門，因此得以繼續做先驅。最後，他在聖沃爾夫岡地區定居下來，並在1949年和特蕾西亞·庫爾茨結婚。她已有一個女兒。他們一起生活了32年，直到她在1981年去世。他看護了她七年多的時間。
特蕾西亞去世後，他又開始做先驅，這使他不再悲傷失落。現在，他在巴特伊施爾的會衆裏做先驅和長老。因為必須坐輪椅，他就在巴特伊施爾的公園或自家門口分發聖經書刊，向人談及上帝的王國的希望。常常跟人討論聖經給他帶來很大的快樂。
利奧波德·恩格萊納於2013年4月21日安然辭世，享壽107歲。

## 其它

### 1934-1938年所受奥地利纳粹分子迫害
- 1934年春 – 48小时。囚禁地点: Bad Ischl监狱
- 1934/35冬 – 48小时。囚禁地点：Bad Ischl监狱
- 1936年1月5日 - 1936年3月30日: St. Gilgen监狱和萨尔兹堡监狱
- 1937年9月19日 - 1937年10月14日: Bad Aussee监狱

### 纳粹时期所有迫害
- 1939年4月4日-10月5日: Bad Ischl监狱, Linz监狱和Wels监狱
- 1939年10月5日 - 10月9日: 转移到集中营(萨尔兹堡和慕尼黑监狱)
- 1939年10月9日 - 1941年3月7日: Buchenwald集中营
- 1941年3月7日 - 1943年4月: Niederhagen集中营（Wewelsburg）
- 1943年4月 - 1943年7月15日: Ravensbrück集中营
- 1943年7月22日 - 1946年4月10日(!): 农场强制工作
- 1945年4月17日 - 1945年5月5日: 接到工作命令后躲藏于深山

### 歌曲"Unbroken Will"
2009年5月词美国加州作家Mark David Smith和Rex Salas为利奧波德·恩格萊納创作歌曲"Unbroken Will" ，该歌曲在他2009年5月22日在Moorpark学院组织活动的时候创作。歌手Phillip Ingram 演唱了这首歌。这首歌以及歌词可以在网站 http://www.rammerstorfer.cc（页面存档备份，存于） 下载。

### 传记
- Bernhard Rammerstorfer, Leopold Engleitner: Ungebrochener Wille – Der außergewöhnliche Mut eines einfachen Mannes, Leopold Engleitner, geb. 1905, Herzogsdorf 2008. ISBN 978-3-9502462-0-9

### 纪录片
- Bernhard Rammerstorfer (Regie): Nein statt Ja und Amen. Leopold Engleitner: 100 Jahre ungebrochener Wille, 180分钟. 2005 ISBN 3-200-00279-4. Auch auf Englisch: Unbroken Will (2004).
- Bernhard Rammerstorfer (Regie): Ungebrochener Wille auf USA-Vortragstour: Leopold Engleitners unermüdlicher Einsatz für Toleranz, Menschlichkeit und Frieden im 101. Lebensjahr, 50分钟.